# قائمة ألعاب يونيتي
هذه قائمة بالألعاب البارزة التي تستخدم إصدارًا من محرك يونيتي . يقدم المقال الرئيسي حول المحرك مزيدًا من التفاصيل حول المحرك نفسه وإصداراته.
جميع الألعاب المدرجة هنا تحتوي على مقالة مرتبطة بها.

## 2005
- GooBall

## 2008
- Dead Frontier
- Off-Road Velociraptor Safari
- Three Kingdoms Online

## 2009
- Cartoon Network Universe: FusionFall

## 2010
- Fractal
- Max & the Magic Marker
- Tiger Woods PGA Tour Online
- Triple Town
- Uberstrike

## 2011
- كيربال سبيس بروجرام
- شادوغان
- تمبل ران

## 2012
- الخنازير السيئة
- دايد تريجر
- شركة الطاعون [الإنجليزية]
- ميست
- سليندر (لعبة فيديو)
- صب واي سيرفرس (لعبة)
- العالم ينتهي بك

## 2013
- سفن دايز تو داي
- أرما تكتيكز
- ذا بريدج (لعبة فيديو)
- الهروب من تاركوف
- دايد تريجر 2
- ديوس إكس: السقوط
- غون هوم
- صديقي توم المتكلم (تطبيق)
- رست (لعبة فيديو)
- سليندر: ذا أريفال
- سيرجن سيميوليتر (لعبة فيديو)
- تمبل ران 2
- تيسلاغراد
- الركاز: في أثر ابن بطوطة

## 2014
- أمونغ ذا سليب
- كاونتر سباي (لعبة فيديو)
- مسعى التنين 8 (iOS/Android versions)
- دريد أوت (لعبة فيديو)
- ذا فورست (لعبة فيديو)
- هيرث ستون هيروس أوف ووركرافت
- هيتمان غو
- ميني مترو
- Moebius: Empire Rising
- مانيومينت فالي
- نيفر آلون
- آد ورلد: نيو آن تاستي
- ميست
- سونيك داش

## 2015
- أنغري بيردز 2
- مغامرة ألتو
- Albert & Otto
- أرميلو
- أرميكروغ
- بلوز والرصاص [الإنجليزية]
- بروفورس
- سيتيز: سكاي لاينز
- كوربس بارتي[بحاجة لمصدر]
- دروبسي
- ملجأ للطوارئ
- فايرفلاي أونلاين
- غرو هوم
- هاند أوف فيت
- هير ستوري (لعبة فيديو)
- أنا الخبز
- كيربال سبيس بروجرام(Full release)
- لارا كروفت جو
- مارفل: فيوتشر فايت
- موبيوس فاينل فانتازي
- أوري أند ذا بلايند فورست
- بيودي باي: أسطورة بروفيس
- سونيك دريمز كولكشن
- سونيك رانرز
- سترانديد ديب [بحاجة لمصدر]
- فيردن (لعبة فيديو)
- وورلد تريغر

## 2016
- بادية (لعبة فيديو)
- ديجيمون وورلد: نيكست أوردر[1]
- إيرثلوك: فيستفل أوف ماجيك
- فاينل فانتازي 9 (enhanced ports)
- فاير ووتش
- فوري  [لغات أخرى]‏
- Homeworld: Deserts of Kharak
- هيومن: فول فلات
- إنسايد
- جوب سيموليتر
- ليرز أوف فير
- أوفركوكد
- أوكسنفري
- بوكيمون غو
- ريكور [الإنجليزية]
- ريك روم (لعبة فيديو)
- روبي (رسوم متحركة)
- شادوفيرس [الإنجليزية]
- سوبر ماريو رن
- Tattletail
- أمبريلا كوربس
- Valley

## 2017
- أزور لين
- كاب هيد
- دير إيستر
- ذا إيلدر سكرولز: ليجندز[بحاجة لمصدر]
- الهروب من تاركوف
- Flip Wars
- فري فاير
- غيتنغ أوفر إت ويث بينيت فودي
- غوروغوا
- جراني (لعبة)
- غوينت: لعبة بطاقات ذا ويتشر
- لايف إز سترينج: بيفور ذا ستروم
- لوست اسفير
- مانيومينت فالي 2
- سنيبركلبس
- سونيك فورسز
- سوبر بومبرمان آر
- سايبريا 3
- تاكوما (لعبة فيديو)
- تاننبرغ (لعبة فيديو)
- يوكا-لايلي

## 2018
- إيجيس ديفيندرز
- أمونغ آس
- بالديز بايسكس
- فلورنسا (لعبة فيديو)
- غرين هيل (لعبة فيديو)
- غريس (لعبة فيديو)
- فندق ترانسيلفانيا 3: عطلة متوحشة[بحاجة لمصدر]
- إنجرس (لعبة)
- كاتاماري داماسي
- أوكي كي.أو.! ليتس بلاي هيروز
- بيلارز أف إترنتي 2: ديدفاير
- بوكيمون كويست
- رافت (لعبة فيديو)[بحاجة لمصدر]
- أساطير شادو غان
- سابنوتيكا

## 2019
- أميركان نينجا واريور
- كول أوف ديوتي: موبايل
- ديسكو إليسيوم
- دوم (لعبة فيديو 1993) (نينتندو سويتش port)
- دكتور ماريو ورلد
- ليتل مسفورتشن
- ماريو كارت تور
- سكارفال - ذا رويال كومبات
- سابنوتيكا:بيلو زيرو
- توتالي أكورايت باتل سيمولاتور
- أونتايلتد غوس غيم

## 2020
- كلود بونك
- فال غايز: ألتيميت نوكاوت
- جينشين إمباكت
- كيندوم هارتس: ميلودي أف ميموري
- ليغ أوف ليجيندز: وايلد ريفت
- ناسكار هيت 5
- أوري أند ذا ويل أوف ذا ويسبس

## 2021
- Black Book
- كراب غيم
- نادي الأدب دوكي دوكي
- بوكيمون يونايت
- اثنا عشر دقيقة (لعبة فيديو)
- فالهايم (لعبة فيديو) (Early Access)

## 2022
- كيربال سبيس بروجرام 2 (announced)[2][3]
- Postal: Brain Damaged (upcoming)

## TBA
- يانديري سيميوليتر
- ذا فورست (لعبة فيديو)

## Simulations
- Eyes on the Solar System (2010)

## External links
- Unity website
- Official Unity Game Showcase